# 대만의 독립

세계 대만인 대회의 기

대만동심기

대만의 독립(중국어 (대만): 臺灣獨立; 영어: Taiwan Independence)은 대만의 완전 독립 지지자들이 추구하는 목표로, 중화민국의 실효 지배 하에 있는 대만이 중국의 프레임에서 벗어나 독자적인 국가를 세우려는 운동을 뜻한다. 대만 공화국(중국어 (대만): 臺灣共和國; 영어: Republic of Taiwan; R.O. Taiwan; R.O.T.) 또는 대만국(중국어 (대만): 臺灣國; 영어: State of Taiwan)은 이들에 의해 주장되는 제안적인 국가 개념이다.

## 역사
'대만 독립 주장'은 일본의 대만 지배 시기에 나타났다. 이것은 1920년대 대만 공산당의 목표였다.
1950년대 랴오원이의 대만 지역 공화국이 일본에 세워졌다. 이 정권은 새로 독립한 인도네시아와 유사 관계를 수립했다. 이는 아마 수카르노와 대만 지역 공화국의 천치슝과의 관계를 통해서일 것이다. 그는 인도네시아의 일본에 대한 지역 저항 운동을 도왔다.

## 독립의 근거
대만 원주민은 오스트로네시아족 계열의 민족이며, 한족보다는 오히려 하와이 원주민에 가깝다. 포르투갈이 대만을 발견하고, 이후 네덜란드의 지배하에 들어간 이래 많은 한족들이 대만으로 이주하였다. 이들 대만인들의 입장에서 대만 섬의 역사는 네덜란드로 시작하여 정성공의 정씨왕국, 청나라의 지배, 일본 제국의 지배, 그리고 현재의 중화민국의 통치가 모두 동일한 외세의 지배일 뿐이다. 국공 내전 이후 중국 공산당의 집권을 피해 중국 국민당과 함께 들어온 중국인을 자신들 본성인과 대비하여 외성인(外省人)이라 부르며, 실제로 지난 50여년간 본성인들은 외성인들에 비해 많은 불이익을 받았다. 이러한 역사적 사실에 기인하여, 대만인들은 중화민국을 벗어나 ‘대만’이라는 독립된 국가를 건설하기를 원한다. 같은 언어를 쓰는 같은 민족이지만 서로 다른 나라인 독일과 오스트리아처럼, 일부 대만인들은 대만이 중화민국의 품에서 벗어나 별도의 나라가 되기를 바란다. 이는 대만인들이 자각하는 중국인이라는 정체성에서 점점 멀어지고 있기 때문이다. 물론 중국은 대만 섬이 자기들 영토가 되길 바란다. 대만의 독립을 지지하는 대표적인 정치인으로는 본성인 출신 리덩후이 총통과, 최초의 정권교체를 이루어낸 천수이볜 총통을 들 수 있다.
한편 대만인은 한국인과 달리 일본에 대한 반감이 크지 않다. 한국인들은 일제강점기 이전에 삼국시대, 고려, 조선(1392년 ~ 1897년)과 대한제국(1897년 ~ 1910년)이라는 주권국가의 깊은 역사를 가지고 있었지만, 주권국가를 한 번도 가져본 적이 없는 대만들의 입장에서는 일본 제국의 통치 또한 여러 외세의 지배 중 하나였기 때문이다. 대만의 입장에선 일본의 지배나 중화민국의 지배나 모두 똑같은 외세의 지배일 뿐이다.

## 반론

### 중국 국민당측 반론
중국 국민당은 다음과 같은 이유로 대만 독립론자들의 주장을 반박하고 있다.
- 1943년 카이로 선언은 중화민국으로의 대만 귀속을 명시하였고, 포츠담 선언은 이러한 카이로 선언의 실천을 재천명하였다.
- 1945년 이후로 중화민국은 대만을 합법적으로 지배하고 있다.
- 현재의 중화민국이 가지고 있는 정치 제도 등은 모두 중국 대륙에서 건너온 것이다. 중화민국 입법원, 중화민국 행정원, 중화민국 사법원 등은 모두 1924년 난징시에서 설립된 것이다. 국립 중산 대학, 국립 칭화 대학 등 대만에 위치한 일부 대학 역시 중국 대륙에서 건너왔다.
- 독립론자들은 외성인과 본성인의 갈등을 촉발하며, 결과적으로 중화민국의 국민 통합을 심각하게 저해하고 있다.
- 독립론자들은 대부분 친일 성향으로, 일본으로 편입하기 위한 밑그림일 뿐이다.

중화민국의 총통 마잉주는 “하나의 중국은 중화민국”이라는 발언을 한 적이 있다.

### 중국공산당측 반론
중국 공산당은 다음과 같은 이유로 대만 독립론자들의 주장을 반박하고 있다.
- 선사 시대에 대만 섬과 대륙은 원래 서로 이어져 있었으나, 후에 지각의 운동으로 서로 연결된 부분의 육지가 내려앉아 해협이 되었다.
- 대만 섬에서 출토된 문화재가 중국의 것과 거의 상통한다.
- 230년 오나라의 황제 손권이 1만의 대군을 대만에 파견한 적이 있다.
- 6세기 말에서 7세기 초반 사이의 수나라 수 양제는 대만에 사람을 파견하여 “타지의 습속을 ‘관찰’하고 현지 주민을 ‘위로’하라고 지시”했다고 전한다.
- 당나라부터 송나라까지 많은 중국인들이 전란을 피해 대만과 펑후 제도로 이주하였다.
- 청나라가 대만을 복속시켜 푸젠성 관할로 삼았다.
- 1943년 카이로 선언은 중화민국으로의 대만 귀속을 명시하였고, 포츠담 선언은 이러한 카이로 선언의 실천을 재천명하였다. 중화민국은 중화인민공화국의 성립과 함께 ‘소멸’하였으며, 중화민국의 승계국인 중화인민공화국은 이에 대만의 섬을 영유할 자격을 보유하고 있다.
- 대만의 정치적 독립은 미국과 대만 내 친일 인사의 농간으로밖에 볼 수 없다.
- 1949년 중화인민공화국 건국 이전 타이베이로 거처를 옮긴 중화민국과 장제스의 중국 국민당 역시 중국 대륙에서 유래하였다.

### 해외화교측 반론
해외의 중국인인 화교들은 대부분 대만이 중화민국이건 중화인민공화국이건 중국의 지역으로 여겨, 독립에 반대한다.

## 같이 보기
- 대만 독립운동
- 대만완독립건국연맹 (台灣獨立建國聯盟)
- 오권분립
- 중화민국의 대외 관계
- 진메이링 (金美齡)
- 류큐 독립운동 (琉球獨立運動)
- 반분열국가법